# Toome
Toome (Tuaim in gaelico irlandese), nota anche come Toomebridge (Toome Brig in scots), è un villaggio dell'Irlanda del Nord, situato nella contea di Antrim.